# 梁岗强制猥亵案
梁岗强制猥亵案，又称四川教师强制猥亵男学生案件，是一起于2016年至2018年发生在中华人民共和国的强制猥亵案，作案地点遍布四川、江苏、天津、广东、东北等多地。由受害者之一杨洋首先实名在网络上曝光。罪犯曾是一名高中男性教师，七名男性学生被法院认定为受害者。该案是中国首例进入刑事司法程序的男性教师“大面积猥亵14周岁以上男性学生”的案件，在中国引起了广泛讨论。

## 背景
2015年11月1日《中华人民共和国刑法修正案（九）》颁布后，将“强制猥亵罪”中猥亵的对象从“妇女”扩大到“他人”，一般刑期是五年以下，而情节恶劣者可处五年以上十五年以下有期徒刑。本案的七名原告，均为在2015年11月1日后的受害者。

## 相关人物

### 罪犯
梁岗，男，1981年出生于四川宜宾某县城，2003年7月于西华师范大学化学系毕业，2011年曾参与“四川省中小学最具风采班主任”额定评选活动，获“四川省阳光教师”、“四川省最具风采班主任”的称号，成为2011年《班主任之友》杂志的封面人物。中国轻工业出版社《班主任其实好当：44位优秀班主任的秘诀》曾介绍其事迹。
梁岗常在班会上讲心理学和《周易》，讲游历全国各地开讲座的见闻。后来有学生受他影响到师范大学读心理系。
梁岗身高不高，喜欢穿花衬衫，学生们私底下叫他“梁阿姨”。他喜欢称同学们“乖乖”，发考试卷时还叫学生“小甜点”。一位2017届的女学生表示，梁岗对女生都很尊重，永远不会单独和女生待在一起。相较之下，梁岗则对男学生亲密很多，他喜欢拍男生屁股、摸头、勾肩搭背、主动邀请拥抱。梁岗曾说，自己与女性只会是柏拉图式恋爱。
在2010至2020十年期间，任四川省宜宾市第三中学和成都石室中学北湖校区化学教师，利用班主任和心理健康中心主任的身份之便，在位于学校心理辅导室、宜宾三中的教师宿舍、成都市成华区万科路的万科魅力之城家中、在外出差的酒店等地，对多名男学生（包括未成年）进行性侵。
早在2018年11月2日，梁岗就曾因为涉嫌强制猥亵罪被成都市成华区公安分局刑事拘留，11月29日，被取保候审。由于“程度轻微”且缺乏有效证据，成都市成华区检察院最终对梁岗作出了不予起诉决定。随后，他继续在全国巡回讲课。他利用去往全国各地授课的机会，以叙旧名义邀请在当地大学读书的学生共进晚餐、而后入住同一酒店房间并实施猥亵。

### 受害人
七名被害人包括正在接受其教导的学生和已毕业的学生（其中未成年人两名），有夏某某，毕业后就读大学的学生龚某某、杨洋等人。其中，杨洋于2020年4月公开举报梁岗曾对他和多名同学进行猥亵，引发广泛关注。
受害学生中，大部分15至18岁的未成年男生曾被持续多次猥亵，甚至有被迫与梁岗发生插入式性行为者，至今仍有极严重的性侵创伤后遗症。最常见的侵害方式是以各种理由被梁岗带到家中，在一张床上睡觉时进行猥亵。
女学生们发现，梁岗常常给男生“开小灶”，于是私下给男同学们起外号：最常被带走的两位，是“皇后娘娘”，其他的几位是“贵人”。她们喜欢在课间调侃，“今天梁老师又翻了谁的牌子”。
- 杨洋，成都人，现已经在国外工作[1]。 他是石室中学2013届毕业生[9]。2016年春，在江苏苏州某大学读大一时收到梁岗的邀约微信，两人吃羊肉汤夜宵后，梁岗将酒店标间的两张床拼成一张床[12]。杨洋在2021年向《Vista 看天下》杂志表示，“老师在我面前脱光了衣服，转了几圈，去洗澡。”[16] 后来，杨洋在半睡半醒时发现梁岗在用手玩弄其生殖器[12]，被推开后，梁岗之后还用头和脸不停摩擦杨洋的下体[9]。临走前，梁岗还问他：“要不要一起洗澡？” 猥亵导致杨洋连续数月精神恍惚、食欲不振，到了期末，四门课程不及格[6]。

- 林行（化名），15岁时遭到猥亵。他说，晚自习时，梁岗经常请男生进行单独“心理辅导”，在办公室里给男生的生殖器按摩[14]。
- 张开（化名），担任班干部，高二的一个晚上，被带出学校吃了烧烤后被梁岗带回家。在家中，梁岗闯入浴室和他一起洗澡，并在床上实施猥亵[9]。
- 刘俊勇（化名），2014年考入成都石室中学北湖校区，担任班干部[9]。2016年10月，梁岗让他到其家中制作PPT，梁岗在床上对该刘实施了猥亵。因梁岗是他的班主任，他在学校读书期间，未将此事告诉他人，直到2020年4月底梁岗在网络被举报[8]。

- “H”同学（化名），石室中学北湖校区2017届，进入大学后，应梁岗邀请见面且过夜，在酒店休息时忽然被邀请一起洗澡、半夜睡着时被抚摸搂抱且被要求手淫[6]。

## 事件经过

### 举报
2019年12月25日，杨洋将自己被强制猥亵的经历，通过电子邮件向学校进行了举报，但未获回应。

### 曝光
2020年4月，杨洋在学校贴吧上公布了相关举报内容，短时间内陆续有60至70名学长、学弟找他诉说类似经历，大部分都来自宜宾三中。26日，杨洋建立微信群维权。30日晚，以杨洋带头、十二人签署的《10年性侵逾20个男生，全国知名班主任梁岗仍在讲课，受害者实名发声》联名信在网上传开，内容长达一万五千多字。

### 司法介入
2020年5月5日，杨洋向成都市成华区警方报案。11月12日，成都市成华区人民法院开庭审理梁岗涉嫌强制猥亵案。庭审中，梁岗辩称其行为不构成刑事处罚的必要条件，称被害人对他进行了引诱、性暗示。他将联名举报信描述成一场由宜宾三中嫉妒他的前同事策划的“有组织、有预谋的构陷”，并称杨洋是个虚构的人物。
2021年8月17日，成都市成华区人民法院再次开庭，并未当庭宣判。该次庭审开庭前，新浪微博话题 #成都教师猥亵20名男生案将开庭# 超过2亿浏览量及1.4万讨论量。

#### 判决结果
2022年1月7日，成都市成华区人民法院以强制猥亵罪判处梁岗有期徒刑八年。

## 社会讨论
许多人指出，对性侵害事件的关注中较少关注男性受害者群体，此案令大家将目光聚焦到他们身上。此外此案还涉及权力不对等的师生关系，也引发更多讨论。
被梁岗实质性强奸的受害者无法以强奸罪起诉他，这引起呼吁《中华人民共和国刑法》第236条中关于强奸罪受害人性别扩展至男性的呼声。

### 教师性侵案
- 钱逢胜

### 男男性侵
- 《如果早知道男生也会被性侵》

## 外部連結
- 当事人陈述 （页面存档备份，存于）